# Bonner Springs
Bonner Springs – miasto położone w hrabstwach Wyandotte, Johnson i Leavenworth (znaczna większość ludności mieszka w hrabstwie Wyandotte) w stanie Kansas i jest częścią "Zjednoczonego rządu", który zawiera Kansas City, Bonner Springs i Edwardsville. Ludność wynosi 6768 (2000 r.). 
Powierzchnia:
- łącznie 41,6 km²
- grunty 40,8 km²
- woda 0,8 km²

Wysokość: 265 m n.p.m.
Ludność:
- Liczba mieszkańców (2000): 6768
- Gęstość zaludnienia: 1658 osób/km²